# Pamiropilio
Genre
Pamiropilio est un genre d'opilions eupnois de la famille des Phalangiidae.

## Distribution
Les espèces de genre se rencontrent en Asie centrale.

## Liste des espèces
Selon World Catalogue of Opiliones (29/04/2021) :
- Pamiropilio naukat Staręga & Snegovaya, 2008
- Pamiropilio suzukii (Šilhavý, 1972)
- Pamiropilio tsurusakii Staręga & Snegovaya, 2008

## Publication originale
- Staręga & Snegovaya, 2008 : « New species of Opilioninae from the mountains of Kyrgyzstan, Tadjikistan and Uzbekistan. » Acta Arachnologica, vol. 57, no 2, p. 75–85 (texte intégral).